# Bouzouki
Il bouzouki (in greco: μπουζούκι; plurale: μπουζούκια) è uno strumento musicale greco, appartenente ai cordofoni, le cui origini risalgono all'antico strumento chiamato panduro.

## Storia
Nell'antica Grecia, questo strumento era noto come πανδούρα, pandúra e la versione più piccola πανδουρίς pandurís o πανδούριον pandúrion, era chiamato anche tríchordos perché aveva tre corde.
In epoca bizantina viene chiamato ταμπουράς ta(m)bourás. Con l'arrivo degli Ottomani, questi ultimi lo adottano nella loro musica. L'odierno strumento turco tambur è praticamente identico al pandurís. Presso il Museo Storico Nazionale di Atene è in mostra il tambouras del generale Makrijannis (eroe della Rivoluzione Greca del 1821). Questo tambouras presenta le stesse caratteristiche del bouzouki usato dai Rebetes.
Il bouzouki originale era a tre doppie corde, tríchordo (τρίχορδο). Dopo la Seconda guerra mondiale, ha fatto la sua apparizione il bouzouki a quattro doppie corde, tetráchordo (τετράχορδο). Il tetráchordo è stato reso popolare da Manolis Chiotis, considerato uno dei grandi virtuosi del bouzouki. Quasi tutti i musicisti che suonano il bouzouki oggi, usano il tetráchordo. Dal bouzouki è nato un altro strumento della musica greca, il baglamas.
Tra i cantautori italiani che ne hanno fatto uso si ricorda il primo cronologicamente, Angelo Branduardi, nell'album Alla fiera dell'est del 1976 suonato da Bruno De Filippi, polistrumentista e virtuoso con esperienze musicali pluridecennali dal jazz al rock alla canzone d'autore, e poi sette anni dopo Fabrizio De André in Creuza de mä, suonato da Mauro Pagani, polistrumentista, virtuoso dello strumento ed autore, che attualmente spesso suona in album e nei concerti di vari artisti come strumentista di bouzouki. Un altro virtuoso del bouzouki è il cantautore polistrumentista Cristiano De André, il figlio di Fabrizio, che lo suona nei brani del suo album De André canta De André, dove ripropone, riarrangiate, le canzoni di suo padre, che ripropone anche dal vivo coi concerti del tour che porta lo stesso titolo.
Gli irlandesi hanno creato, negli anni '60, una variante di questo strumento denominata bouzouki irlandese, con cassa di risonanza a forma di goccia, e che differisce dall'originale greco per il fondo piatto e per l'accordatura.

## Caratteristiche

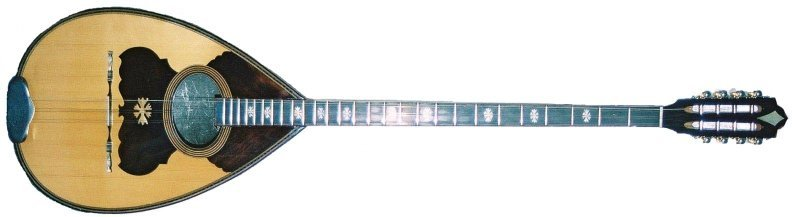
Bouzouki tríchordo

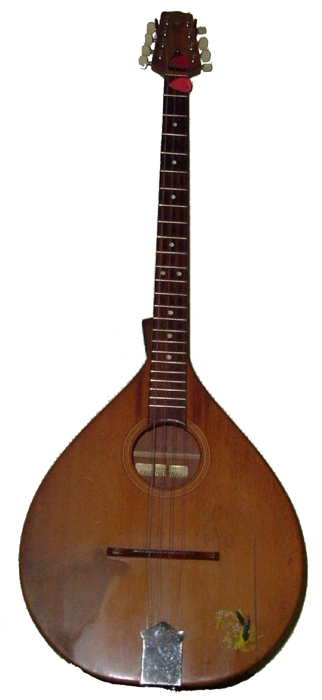
Bouzouki tetráchordo irlandese

Il fondo è a doghe, bombato come quello di un mandolino napoletano, di cui è parente (ma ancora di più è imparentato con la mandola). Possiede tre o quattro cori di doppie corde, di cui i due più alti sono solitamente coppie di cantini, mentre le corde basse sono accordate a coppie di ottave.
La tecnica tradizionale del bouzouki è basata sul virtuosismo e la velocità dell'esecutore; esempio celebre è il sirtaki, danza greca divenuta famosa grazie al film Zorba il greco (1964), con Anthony Quinn, e caratterizzata da questa rapidità di tocco, spesso riguardante gruppi irregolari di note.

### Il manico
Il manico del bouzouki si chiama mániko (μάνικο), è molto lungo e possiede 26 tasti. È costruito in legno di ebano e spesso è decorato con segnatasti intarsiati in madreperla.

### La tavola armonica
La tavola armonica si chiama kapáki (καπάκι), a forma di goccia, è costruita in legno di abete. La sua parte superiore è quasi sempre decorata con madreperla. La decorazioni, fighúres (φιγούρες), possono coprire 1/4 della tavola (modelli base), 2/4 e infine, nei modelli più costosi, l'intera tavola. Di solito vengono rappresentati motivi floreali o scene personalizzate. La buca, ródha (ρόδα), è rotonda, ovale o di varia forma.

### La cassa armonica
La cassa armonica del bouzouki si chiama skáfos (σκάφος), è costituita da strisce di legno (doghe) attaccate le une alle altre. I tipi di legno frequentemente utilizzati sono palissandro e noce. La qualità dello strumento è migliore quando si usano più doghe. Un bouzouki di livello base ne monta una ventina, mentre i modelli professionali più di 60.

### Accordature
Le accordature usuali sono re-la-fa-do per il tetráchordo e re-la-re per il tríchordo. Tuttavia, queste indicazioni non sono tassative; la sua accordatura è liberamente scelta dal musicista che ne fa uso.